# 1856 en santé et médecine
| Années de la santé et de la médecine : 1853 - 1854 - 1855 - 1856 - 1857 - 1858 - 1859    |
| Décennies de la santé et de la médecine : 1820 - 1830 - 1840 - 1850 - 1860 - 1870 - 1880 |

Cet article présente les faits marquants de l'année 1856 en santé et médecine.

## Événements
- Gregor Mendel commence ses travaux sur l'hérédité.
- Claude Bernard démontre que le curare bloque spécifiquement les jonctions neuro-musculaires.

## Naissances
- 26 avril : Ferdinand-Jean Darier (mort en 1938), médecin pathologiste et dermatologue français.
- 6 mai : Sigmund Freud (mort en 1939), médecin neurologiste autrichien, fondateur de la psychanalyse.
- 12 juillet : Augustus Desiré Waller (mort en 1922), physiologiste britannique.

## Décès
- 6 janvier : Mathieu François Maxence Audouard (né en 1776), médecin français[1].
- 4 mai : John Collins Warren (né en 1778), chirurgien américain.
- 13 mai : Jean-Zuléma Amussat (né en 1796), chirurgien urologue français.
- 20 mai : Johan Lorentz Aschan (de) (né en 1772), médecin et entrepreneur suédois.